# Балка (Куп'янський район)
Ба́лка —  село в Україні, у Великобурлуцькій селищній громаді Куп'янського району Харківської області. Населення становить 168 осіб. До 2020 орган місцевого самоврядування — Великобурлуцька селищна рада.

## Географія
Село Балка знаходиться на лівому березі річки Великий Бурлук, вище за течією примикає до селища Великий Бурлук, нижче за течією за 2 км розташоване село Лебедівка, на протилежному березі селище Плоске, за 2 км залізнична станція Селищна.
У селі є лише одна вулиця - Лугова.

## Історія
12 червня 2020 року, відповідно до розпорядження Кабінету Міністрів України № 725-р «Про визначення адміністративних центрів та затвердження територій територіальних громад Харківської області», увійшло до складу Великобурлуцької селищної громади.
19 липня 2020 року, в результаті адміністративно-територіальної реформи та ліквідації Великобурлуцького району, село увійшло до складу Куп'янського району Харківської області.
Російська окупація села почалася 24 лютого 2022 року.
11 вересня 2022 року Збройні Сил України в ході Харківської контрнаступальної операції звільнили від російських окупантів населені пункти Великобурлуцької селищної територіальної громади.